# Robert Primus
Robert Primus (* 10. November 1990 in Morvant) ist ein Fußballspieler aus Trinidad und Tobago.

## Vereinskarriere
Robert Primus begann seine Laufbahn 2008 als Fußballprofi bei San Juan Jabloteh, wo er die Meisterschaft sowie den nationalen Pokal gewann. Im Februar 2011 wurde Primus vom FK Aqtöbe aus Kasachstan verpflichtet und konnte dort zwei Jahre später Meisterschaft feiern. 2016 kehrte er in seine Heimat zurück und spielte für Caledonia AIA, Central F.C. und die St. Ann’s Rangers. Die Saison 2018 verbrachte Primus dann beim FK Sluzk in Belarus. Seit 2019 spielt er nun in Indien, aktuell für den Aizawl FC in der I-League.

## Nationalmannschaft
Sein Debüt für die Jugendnationalmannschaft seines Landes gab Primus im Rahmen der U-17-Fußball-Weltmeisterschaft 2007. Auch bei der U-20-Weltmeisterschaft 2009 in Ägypten hatte er drei Einsätze in der Gruppenphase. Seit 2009 spielt er in der A-Nationalmannschaft von Trinidad und Tobago und hat dort bisher neun Spiele absolviert.

## Erfolge
- Meister von Trinidad und Tobago: 2008, 2017
- Pokalsieger von Trinidad und Tobago: 2011
- Kasachischer Meister: 2013